# Cordillera de Apaneca
De Cordillera de Apaneca is een vulkanische bergketen in het westen van El Salvador. De bergketen bestaat voornamelijk uit stratovulkanen.

## Vulkanen
Vulkanen die deel uitmaken van de keten zijn onder andere:
- Stratovulkanen
  - Cerro Cachio – 1841 m
  - Cerro de Apaneca – 1831 m
  - Cerro el Aguila – 2036 m
  - Cerro el Ojo de Agua de la Virgen – 1966 m
  - Cerro Las Ninfas – 1760 m
  - Cerro las Ranas – 1970 m
  - Cerro los Naranjos – 1969 m
  - Cerro Verde – 2030 m
  - Izalco – 1950 m
  - Laguna Verde – 1829 m
  - San Marcelino – 1314 m
  - Santa Ana-vulkaan – 2381 m
- Slakkenkegels
  - Cerro la Cumbre – 1720 m
  - Cuyotepe
  - El Cerrito – 1622 m
- Kraters
  - Concepción de Ataco
  - Hoyo de Cuajuste – 1500 m
  - Lago de Coatepeque
  - Laguna las Ninfas – 1640 m
  - Laguna Seca de la Ranas – 1800 m
- Lavakoepels
  - Cerro Himalaya
  - Cerro San Lazaro – 803 m

## Bergen
Andere bergen zijn:
- Cerro Chino (bij San Marcelino) – 1148 m
- Cerro Malacara – 1828 m